# Euchordodes nigromaculatus
Euchordodes nigromaculatus är en tagelmaskart som beskrevs av Poinar 1991. Euchordodes nigromaculatus ingår i släktet Euchordodes och familjen Chordodidae. Inga underarter finns listade i Catalogue of Life.